# 内田和美
内田和美（うちだ かずみ）は、トランスポーテーションデザインを専門にしている日本のプロダクトデザイナー。フォルクスワーゲン・スタジオチーフデザイナー、アウディ・シニアデザイナーやポルシェ・プロジェクトデザインチーフを勤めポルシェ・カイエンのデザインを担当する。富山大学芸術文化学部教授。

## 略歴
- 1986年 - 多摩美術大学美術学部立体デザインプロダクト科 卒業
- 1992年 -  フォルクスワーゲン・スタジオチーフデザイナー
- 1996年-  アウディー・シニアデザイナー
- 1998年 - ポルシェ・プロジェクトデザインチーフ
- 2004年 - （有）MIE Designを設立、代表取締役に就任
- 2013年 - 富山大学芸術文化学部教授[3]

## 主な実績
- 2003年 - Porsche Cayenne グットデザイン賞受賞
- 2006年 - Linde H-150 レッドドットアワード受賞
- 2012年 - EPSON Dreamio MG-850HD VGP 金賞受賞
- 2012年 - EPSON Dreamio MG-850HD VGP 銀賞受賞[4]